# John Abruzzi

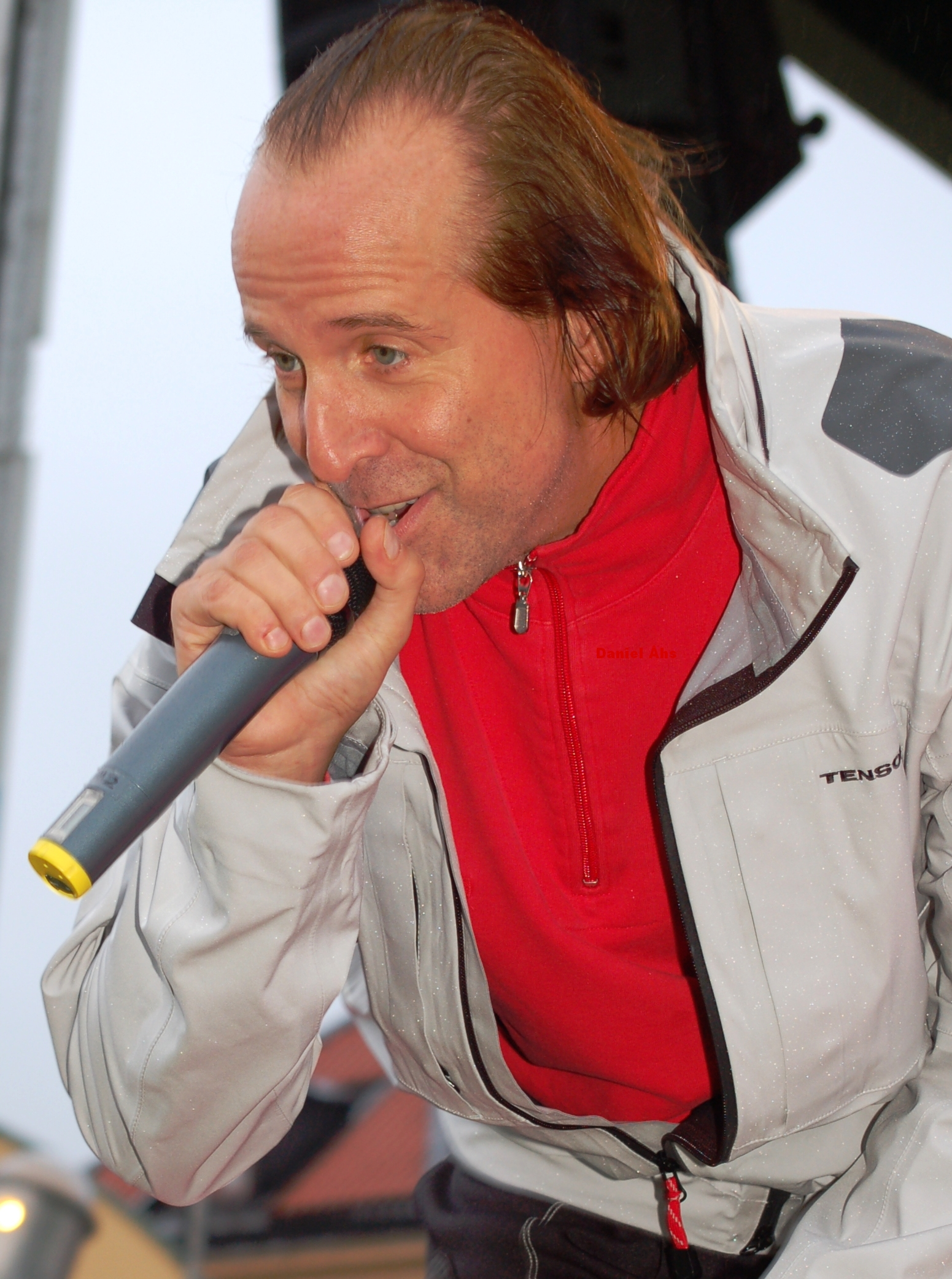
Peter Stormare

John Abruzzi es un personaje de ficción de la serie de televisión estadounidense de FOX, Prison Break, interpretado por el actor sueco Peter Stormare. Antes de su encarcelación era el jefe de la mafia de Chicago. Fue condenado y sentenciado a 120 años, por conspiración para asesinar, en base al testimonio de Otto Fibonacci, quien vio como Abruzzi ordenaba a otro gánster el asesinato de dos hombres. 

## Apariciones
Peter Stormare fue miembro regular del reparto de la serie hasta que su personaje fue herido en el decimosegundo episodio de la primera temporada, The exception", reapareciendo en el decimonoveno episodio, "The Key", y de ahí hasta el final de la temporada continuó como estrella invitada. El personaje es finalmente capturado y abatido en el cuarto episodio de la segunda temporada, "First Down".

## Primera temporada
Como antiguo jefe de la mafia, Abruzzi disfruta de un estatus de celebridad entre la población reclusa de Fox River. Dirige la I.P., el programa interno de trabajo de los convictos y es tanto respetado como temido por el resto de los presos. Su estatus también le permite cierta autonomía y libertad dentro de los muros de la prisión, especialmente por el capitán de la oficina de la correccional, Brad Bellick, en nómina de los socios de Abruzzi. 
Ya dentro de prisión, Michael Scofield le informa de que tiene información sobre el paradero de Fibonacci y se la dará si le ayuda a escapar. Abruzzi no duda en incluso cortar dos dedos del pie de Scofield para conseguir de inmediato esa información. Al ver que no va a ser fácil doblegar a Scofield, decide mantenerse cerca de éste y aliarse con el objetivo de fugarse. 
Cuando Theodore "T-Bag" Bagwell cuenta a su primo James el plan de escape, Abruzzi ordena a uno de sus hombres de fuera de prisión que haga desaparecer a James durante una semana. El intento de secuestro se complica resultando muerto tanto James como su hijo pequeño de cinco años. Temiendo por su vida también, T-Bag accede a quedar fuera del plan de escape. Por su parte, Abruzzi, que últimamente ha encontrado en la religión un escape para su dolor (incluso llegando a ver una imagen de la cara de Jesús en una mancha de humedad de su celda), decide no matarle y otorgarle su perdón. Sin embargo T-Bag aprovecha esta debilidad para rajarle la garganta tan pronto como se dio vuelta.
Abruzzi es evacuado fuera de Fox River para ser tratado de sus heridas. Esto complica el plan de fuga de Michael ya que confiaba en el avión de Abruzzi como vehículo de escape. Abruzzi, sin embargo, sobrevive y se reúne con el grupo de presos que pretende fugarse dos semanas después. Tras su regreso, parece que se ha vuelto extremadamente religioso, incluso pidiendo a Michael que le revele donde está Fibonacci para reconciliarse con él. Por otro lado, ordena a sus hombres el secuestro de Veronica Donovan para garantizarse que Scofield le revele el paradero de Fibonacci, aunque Veronica consigue escapar.
Finalmente, junto con Michael Scofield, Lincoln Burrows y otros presos, consigue escapar de prisión. Planea matar a T-Bag durante la huida pero éste se esposa a Michael para asegurar su vida, sabiendo que Abruzzi todavía necesita a Michael. Sin embargo, Abruzzi corta con un hacha la mano de T-Bag, obteniendo su venganza a la vez que se deshacen de él. Abruzzi es uno del grupo de cinco presos que no tienen más remedio que correr después de que el avión que tenía previsto transportarles les deje abandonados.

## Segunda temporada
A la mañana siguiente a la fuga, John Abruzzi, se encuentra junto a cuatro de sus compañeros de fuga evadiendo a pie a las autoridades. Después de atravesar un largo tren de mercancías y conseguir poner distancia entre ellos y sus perseguidores, son atrapados por un cazador que los reconoce. Abruzzi rápidamente solventa la situación tomando a la hija del cazador como rehén y haciendo que baje su arma. Se llevan su coche y se dirigen a Oswego donde Michael tenía escondido en el cementerio algunas pertenencias y ropa nueva para cambiarse. A partir de aquí, los fugitivos toman caminos separados.
Cuando se reencuentra con su familia planea tomar un carguero en dirección a Cerdeña pero antes de partir, Abruzzi es informado del paradero de Fibonacci en un motel a las afueras de Washington D. C., hacia donde se dirige a pesar de las súplicas de su mujer. Sin embargo, resulta ser una trampa urdida por el agente Alexander Mahone y el FBI para capturarle. Antes de salir de la habitación del motel y rendirse, Abruzzi les dice que merece saber quién le ha delatado. Finalmente sale de la habitación con una pistola en la mano. Mahone le pide que la tire al suelo y se arrodille con las manos tras la nuca. Abruzzi responde que solo se arrodilla ante Dios y que no lo ve ahí. Realiza un movimiento brusco con el arma y el FBI le abate mientras en su otra mano porta el Cristo de su esposa.
Es el primero de los ocho reclusos que escaparon de Fox River en caer y el segundo de los personajes principales de la serie en morir, después de Veronica Donovan. En el capítulo 20 titulado Panamá se puede apreciar que la fecha de muerte de Abruzzi corresponde a 30 de Mayo.